# Whitechurch (County Cork)
Whitechurch (irisch An Teampall Geal, deutsch: das weiße Gotteshaus) liegt im Südwesten Irlands im County Cork. Sie hat 719 Einwohner (Stand 2022).

## Lage
Whitechurch liegt etwa 13 Kilometer nordnordwestlich vom Stadtzentrum Corks zwischen Blarney River und Glashaboy River. 

## Geschichte
In der näheren Umgebung finden sich Standing Stones und Erdwerke. 1774 wurde eine anglikanische Kirche am Rande des Friedhofs errichtet. Sie ist nur noch als Ruine erhalten. 1833 bis 1834 wurde ein Belfried in Erinnerung an einen Rundturm erbaut. Die katholische St. Patrick’s Church wurde im 20. Jahrhundert errichtet.